# 斯普林 (得克萨斯州)
斯普林（Spring）是美国得克萨斯州哈里斯县休斯敦、但不受休斯顿管辖的一个普查规定居民点，人口约6万。埃克森美孚总部自2023年开始坐落于此。

## 历史
这里最初居住的是“Orcoquiza”美國原住民。1836年，德克萨斯州临时政府将现在的斯普林划入哈里斯堡市。1838年，当地建立贸易站。1840年人口为153。1840年代中期，许多德国移民移居该地区并开始开垦荒地。